# More Than Only
More Than Only je americký hraný film z roku 2017, který režírovala Michelle Leigh podle vlastního scénáře. Snímek měl premiéru v USA v dubnu 2017.

## Děj
Justin vyrůstal v rodině s přísným otcem, před kterým musel tajit svou homosexualitu. Poté, co odjel studovat na vysokou školu, snaží si najít přítele. Před rodiči však dále předstírá, že jeho kamarádka je přítelkyně.  Jednoho dne, když se zraní pádem ze stromu, se v nemocnici seznámí s ošetřovatelem Michaelem. Chce ho pozvat na rande, ale Michael odmítá. Po dlouhém naléhání svolí, že pokud Justin splní jeho tři přání, na schůzku s ním půjde.

## Obsazení
| Jonathan Daniel Miles | Justin Johnson   |
| Bjorn Anderson        | Michael Garner   |
| Beth Dodge            | Brooke Zimmerman |
| Dennis Welle          | Greg Johnson     |
| Gina Summers          | Cynthia Johnson  |
| Joel Anderson         | Mark Tobin       |
| Todd Davis            | Mykel Illa       |